# Блодхаунд ЛСР
Блодхаунд ЛСР, раније Блодхаунд ССЦ, је британско путничко возило дизајнирано за путовање надзвучним брзинама са намером да постави нови светски рекорд у брзини на путу.  Аутомобил у облику ракете, који се развија од 2008. године, покреће млазни мотор и биће опремљен додатним ракетним мотором. . Циљ је био да премаши тренутни светски рекорд брзине од 1.228 km/h (763 mph) у 2020. или 2021. години, с тим што се верује да ће возило моћи да постигне брзину и до 1.609 km/h (1.000 mph).
Возач Енди Грин, британски војни пилот који је први пробио звучни зид на путу, покушаће да сруши сопствени рекорд постављен 1997. године.  Након што је компанија Блодхаунд која је подржала пројекат отишла у стечај крајем 2018.  године предузетник Ијан Вархуст купио је пројекат и аутомобил да би се даље наставило са пројектом. Нова компанија под називом Графтон ЛСР Лтд основана је да би управљала пројектом, који је преименован у Блодхаунд ЛСР, научно-технолошки парк у Глостеру. 
Место за тестирање велике брзине и будућих покушаја освајања светских рекорда у брзини на путу је пустиња Калахари у Јужној Африци, место Хакскин Пан у области  Мијер  у северном делу јужне Африке. Подручје дуго 19 km (12 mi) и ширине 4,8 km (3,0 mi) је идентификовано као погодно, а локални волонтери су ручно рашчишћавали стене пре него што су се наносиле ознаке стаза, за прве вожње у октобру 2019.  Даљим вожњама у новембру 2019. постигнута је максимална брзина од 1.011 km/h (628 mph) и било је осмо возило које је достигло брзину на путу преко 970 km/h (600 mph).

## Почетак
Блодхаунд пројекат је 23. октобра 2008. године у Музеју науке у Лондону најавио лорд Дрејсон – тадашњи министар за науку у Уједињеном краљевству, који је први предложио пројекат 2006. године власницима рекорда у брзинама Ричарду Ноблу и Енди Грину, пилоту који је служио у РАФ-у (краљевско ратно ваздухопловство).  Њих двојица су између себе држали рекорд у постизању брзине на путу.

Године 1983. Ричард Нобл, самоиницијативни инжењер и авантуриста  достигао је брзину 1.019 km/h (633 mph) возећи аутомобил с турбо-мотором, назван Thrust 2 возећи кроз пустињу Неваде.  1997. године водио је пројекат изградње Труст ССЦ (Thrust SSC), који је возио Eнди Грин постигавши брзину од 1.228 km/h (763 mph), пробијајући тако звучну баријеру, прву за путничко возило. Енди Грин је такође возач Блодхаунда ЛСР. 
Блодхаунд пројекат добио је назив по ракети земља-ваздух Бристол Блодхаунд, пројекту на коме је радио Блодхаунд шеф аеродинамике Рон Ајерс. 
Пројекат је у почетку био смештен у бившем центру Maritime Heritage у луци Бристол. У 2013. години пројекат се преселио у веће место у Авонмаутх  а крајем 2015 седиште пројекта је пресељено у Дидкот, Оксфордшир. 

### Тестирање у 2017. години
Испитивање писте брзине до 320 km/h (200 mph) је одржано 26., 28. и 30. октобра 2017. на аердорому Њуквеј у Корнвалу. 

### Промена власништва у 2018. години
У мају 2018. године, тим је објавио планове за тестирање велике брзине на 500–600 миља на сат (800–970 км / час) за мај 2019. године, а потом вожњу од 1.000 км / час у 2020. години.
Међутим, компанија која је подржавала пројекат, Блодхаунд Порграм Лтд, отишла је у стечај крајем 2018. године, остављајући дуг у финансирању од 25 милиона фунти, што је довело у питање будућност пројекта. 
Пројекат је усвојен у децембру 2018. године, а планови су били да се распрода преостала имовина.  Крајем месеца, Јоркширски предузетник Ијан Ворхауст преузео је спашавање пројекта куповином имовине и интелектуалне својине, укључујући аутомобил, за јавност непознат износ. 

### Тестирање у 2019. години
У марту 2019. године објављено је да је Ворхауст основао нову компанију под називом Графтон ЛСР Лтд. да управља пројектом, тако да  је постао легални власник аутомобила.  Компанија је у изјави навела да Ворхауст покушава да спаси пројекат са новим спонзорима и партнерима. 
Име новог тима је постало Блодхаунд ЛСР. Аутомобил и седиште пројекта преселили су се у Универзитетски технички факултет у Беркелеју, у Глостеру. 
Испитивање велике брзине аутомобила обављено је у месту Хакски Пан у октобру и новембру 2019. Почеле су пробне вожње 25. октобра користећи само мотор Ролс-Ројс еуроџет EJ200, са очекивањем да се достигне брзина од 400–500 миља на сат (640–800 км / час).   Аутомобил је 6. новембра 2019.  постигао брзину 806 km/h (501 mph) а крајња максимална брзина је постигнута 16. новембра од 1.011 km/h (628 mph), тако да је било осмо возило које је постигло брзину на путу већу од 600 миља на сат.

## Дизајн

### Aутомобил
Ауто је дизајниран од стране шефа Блодхаунда, Рона Ејрса и главног инжињера Марка Чапмана, заједно са аеродинамичарима са универзитета Свонсон. 
Блодхаунд је дизајниран да достигне убрзање од 0 км/ч до 1 300 км/ч за 38 секунди и успори ваздушним кочницама на око 800 миља на сат падобраном при максималној брзини активирања од око 1.050 km/h (650 mph) и диск кочницама испод 320 km/h (200 mph).  Снага возача током убрзања била би -2,5 г (два и по пута већа од његове телесне тежине) и до 3 г током успоравања. 

### Аеродинамика
Аеродинамика Блодхаунда је веома пажљиво израчуната да би се направио аутомобил који је сигуран и стабилан, посебно зато што ће наићи на ударни талас када постигне брзину звука. 
Инжињерски факултет на Универзитету Свонси је био укључен у аеродинамични облик возила од самог почетка. Др Бен Еванс и његов тим су користили урачуњиву динамику флуида, технологију дизајнирану од стране професора Убаја Хасана и Кена Моргана.    Ова технологија, оригинално произведена за употребу у свемирској индустрији, била је одобрена за употребу на путничком возилу током дизајнирања Труст ССЦ-а.

### Погон
Три прототипа Еуроџет ЕJ200 џет мотора развијена за Еурофајтера позајмљена су у сврхе пројекта. Ауто ће користити један од ових мотора за спровођење око половине потиска и снаге за ауто до 1050 км/ч.  Посебан изглед ракете дизајниран од стране Намоа биће коришћен да дода још потиска при обртајима на путу. За време вожње од 1.600 km/h (990 mph) монопропелантна ракета биће замењена хибридном ракетом Намо. Трећи мотор, Јагуаров Суперпуњен В-8 користи се за помоћну снагу при вожњи, иако ће се ово заменити електричним мотором.

Првобитно је Блодхаунд ССЦ користио прилагођени хибридни ракетни мотор, који је дизајнирао Данијел Џоб. Ракета је успешно тестирана на аеродрому Њукај 2012. године. 
Међутим, ограничење у трошковима, времену и испитним постројењима довела су до одлуке да се уместо тога користи ракета дизајнирана од норвешке компаније Намо. 
У почетку је план био да аутомобил користи Намо хибридну ракету или скуп ракета, који ће се покретати чврстим хидробулом и течним високотестним пероксидним оксидансом.  Овај план је измењен у 2017. години и аутомобил ће користити ракету монопропеланта за брзину кретања на путу. 
Да би аутомобил постигао брзину од 1.300 km/h (810 mph) монопропелантна ракета би требала да произведе потисак од око 400 кН, а млазни мотор ЕЈ200 од око 90 кН при поновном загревању. 

### Toчкови
За тестирање малих брзина на Корнвал аеродрому у 2017. ауто је био опремљен са 4 точка за писте на основу енглеског борбеног авиона. Они су замењени са точковима за велике брзине и тестирани су у пустињи у јужној Африци 2019. године. Ови точкови дизајнирани су да се обрћу до 10 200 пута у минуту и да буду отпорни на центрифугалне силе и до 50 000 г на ивицама.

## Конструкција
Ауто је направљен у Бристолу и Авонмауту . Потпуни модел представљен је 2010. на Међународном сајму компаније Фарнбороугх, када је најављено да ће Хампсон Индустрис започети изградњу задњег дела шасије аутомобила у првом кварталу 2011. године и да је посао за производњу предњег дела аутомобила била у току. Аутомобил је добрим делом довршен до октобра 2017. године, када су на млазном мотору на аеродрому у Корнвалу Њуквеј обављена потпуна статичка испитивања поновног загревања, након чега су уследила испитивања ниских брзина. 
Даља градња извршена је пре него што је пројекат прешао у администрацију, а аутомобил је потом завршен у Берклију пре тестирања велике брзине.

## Локације за тестирање
На почетку пројекта, школа за животну средину и друштво Универзитета Свонсија уписана је да помогне у одређивању новог места за тестирање, јер је тест место за покушај снимања Труст ССЦ-а постало неприкладно.  Место одабира за тестирање велике брзине и за вођење рекордне копнене брзине био је Хакскин Пен у области Миер у Јужној Африци, на стази у дужини од 19 км. Локална заједница је ручно очистила 16 500 тона камења са површине која мери 22 милиона квадратних метара, како би створила простор за 20 стаза ширине 10 метара, јер аутомобил не може два пута да се вози на истој стази пустиње. 
Испитивање писте мале брзине од преко 320 км/ч догодило се 26., 28. и 30. октобра 2017. на аеродрому Корнвал у Њуквеју. 
Тестирање велике брзине на Хакскин Пен-у почело је у октобру 2019. аутомобил је постигао брзину од 1011 км/ч на својој последњој вожњи 16. новембра 2019.

## Образовање и упознавање са СТЕМ-ом
Пројект Блодхаунд имао је образовну компоненту осмишљену да инспирише будуће генерације да се баве науком, технологијом, инжењерингом и математиком (СТЕМ) излагањем ових предмета и интеракцијом са младима и студентима.  Едукативне активности везане за Блодхаунд пружа Блодхаунд Едјукејшн Лтд, самостална регистрована добротворна организација. Добротворни едукативни центар Блодхаунд такође се преселио у СГС Беркли Грин УТЦ. 